# 1153 (szám)
Az 1153 (római számmal: MCLIII) az 1152 és 1154 között található természetes szám.

## A szám a matematikában
A tízes számrendszerbeli 1153-as a kettes számrendszerben 10010000001, a nyolcas számrendszerben 2201, a tizenhatos számrendszerben 481 alakban írható fel.
Az 1153 páratlan szám, prímszám. Kanonikus alakja 11531, normálalakban az 1,153 · 103 szorzattal írható fel. Két osztója van a természetes számok halmazán, ezek növekvő sorrendben: 1 és 1153.
Proth-prím, azaz k · 2ⁿ + 1 alakú prímszám.
Az 1153 negyvenegy szám valódiosztó-összegeként áll elő, ezek közül legkisebb a 800.

## Csillagászat
- 1153 Wallenbergia kisbolygó